# Nakano (Tokyo)
Nakano (中野区?, Nakano-ku) è uno dei 23 quartieri speciali di Tokyo. La popolazione stimata a ottobre 2023 è di 346 704 persone per una densità di 22 238,87 abitanti per km².

## Storia
Nel 1447 (Bunmei 9), Ōta Dōkan sconfisse Toshima Yasutsune in una battaglia nell'area dove ora sorge il quartiere di Nakano.
Nel 1606 (Keichō 11), viene costruita la Naruki Kaidō (strada Naruki), predecessore dell'attuale Kame Kaidō (una strada per Ōme).
Il 9 febbraio 1869, secondo anno del periodo Meiji, l'area fu aggiunta alla Prefettura di Shinagawa, che assunse l'amministrazione di parti delle aree precedentemente fedeli allo shogunato (terra degli Hatamoto) nel sud-ovest della provincia di Musashi.
Il 29 giugno 1868 (Keiō 4), 12 villaggi nel distretto di Tama, provincia di Musashi, più o meno equivalente all'attuale distretto di Nakano, passarono sotto il controllo degli affari della prefettura di Musashi.
Il 14 novembre 1871 (Meiji 4), la prefettura di Shinagawa viene abolita a causa dell'integrazione prefettizia e viene istituita la prefettura di Tokyo. L'area che ora è il quartiere di Nakano viene incorporata nella Prefettura di Tokyo.
Il 2 novembre 1878 (Meiji 11), la contea di Tama fu divisa in quattro contee secondo la legge sull'organizzazione di città, quartieri, città e villaggi. Dodici villaggi ricadono nel distretto di Higashitama.
Il 1º aprile 1896 (Meiji 29) il distretto di Higashitama si fonde con il distretto di Minami-Toshima per formare il distretto di Toyotama.
Nel 1889 viene aperta la ferrovia di Kōfu. Il precursore dell'odierna linea principale Chūō, comprendeva una stazione a Nakano sulla rotta da Shinjuku a Hachiōji.
Nel 1897, Nakano divenne una città di contea (Nakano-machi).
Il 1º ottobre 1932, cinque contee circostanti, tra cui quella di Toyotama, furono incorporate nella Città di Tokyo.
Il 1º luglio 1943, con l'istituzione del governo metropolitano di Tokyo, la città di Tokyo viene abolita e Nakano divenne un quartiere di Tokyo.
Il 3 maggio 1947, con l'applicazione della legge sull'autonomia locale, il quartiere di Nakano diventa un quartiere speciale di Tokyo.
La rete metropolitana di Tokyo fu estesa fino a Nakano nel 1961.

## Geografia
Nakano confina con i quartieri di Shinjuku, Suginami, Nerima, Shibuya e Toshima.
I fiumi Kanda, Myosho-ji e Zenpuku-ji, Ekoda e il corso d'acqua Aratama attraversano il quartiere.

## Distretti e quartieri
Zona Nakano
- Chūō
- Higashinakano
- Honchō
- Minamidai
- Nakano
- Yayoimachi

Zona Nogata
- Arai
- Eharacho
- Ekoda
- Kamisaginomiya
- Kamitakada
- Maruyama
- Matsugaoka
- Nogata
- Numabukuro
- Saginomiya
- Shirasagi
- Wakamiya
- Yamatocho

## Trasporti

### Ferrovia
- JR East
  - Linea principale Chūō (Linea rapida Chūō / Linea Chūō-Sōbu)
    - Stazione di Higashi-Nakano - Stazione di Nakano
- Ferrovie Seibu
  - Linea Seibu Shinjuku
    - Stazione di Araiyakushimae - Stazione di Numabukuro - Stazione di Nogata - Stazione di Toritsukasei - Stazione di Saginomiya
- Metropolitana di Tokyo
  - Linea Marunouchi
    - Stazione Shin-Nakano - Stazione Nakano-Sakaue

  - Linea Marunouchi (Linea Honancho)
    - Stazione Nakano-fujimichō - Stazione Nakano-shinbashi - Stazione Nakano-Sakaue

  - Linea Tōzai
    - Stazione di Nakano - Stazione di Ochiai (la stazione Ochiai è nel quartiere Shinjuku, ma l'ingresso è anche dal lato del quartiere Nakano)
- Ufficio metropolitano del trasporto di Tokyo
  - Linea Ōedo
    - Stazione Nakano-Sakaue - Stazione di Higashi-Nakano - Stazione di Shin-Egota

## Città gemellate
- Tamura, Prefettura di Fukushima
- Distretto di Xicheng, Pechino
- Yangcheon-gu, Seul
- Minakami, Prefettura di Gunma
- Aomori, Prefettura di Aomori

## Opere ambientate a Nakano
- Ring 0: The Birthday: il capitolo finale della serie Ring, un film horror basato sull'opera originale di Kōji Suzuki. Il personaggio principale, Sadako Yamamura, vive a Nakano.
- Kafka sulla spiaggia: il personaggio principale del romanzo di Haruki Murakami è di Nogata, una città nel distretto di Nakano.
- Ultimate Girls: anime televisivo del 2005. Le tre ragazze delle scuole superiori che interpretano i personaggi principali sono iscritte alla Futakoyama Gakuen High School (una scuola superiore immaginaria) situata vicino a Nakano-Sakaue. C'è uno scontro con un mostro all'uscita nord della Stazione di Nakano.
- Kamen Rider 555: l'ubicazione del negozio di pulizie, che è l'indirizzo del personaggio principale, è Higashi-Nakano, Nakano-ku.
- Kamen Rider Den-O: l'ubicazione del bar, che è l'indirizzo del personaggio principale, è Nakano, Nakano-ku.
- La tomba dell'onore: un film biografico su un membro della yakuza Rikio Ishikawa, è ambientato a Nakano.